# Muzeum Historii Spółdzielczości w Polsce
Muzeum Historii Spółdzielczości w Polsce – muzeum utworzone w roku 2001, działające przy Krajowej Rady Spółdzielczej. Ma siedzibę w Domu pod Orłami w Warszawie.

## Opis
Eksponaty muzealne dotyczą działalności spółdzielni w Polsce podczas wojny, okupacji oraz w czasach PRL. Zbiory Muzeum liczą ponad 11 tysięcy eksponatów takich jak:
- oficjalne dokumenty,
- fotografie,
- sztandary,
- numizmatyka,
- medale,
- eksponaty artystyczne: malarstwo i rzeźba.

Wcześniej muzeum mieściło się w Nałęczowie, gdzie od 1929 r. istniała Państwowa Szkoła Spółdzielczości Rolniczej.